# III Corps (United States Army)
Il III Corps (United States Army) è un corpo d'armata dell'Esercito degli Stati Uniti. Il suo quartier generale è situato presso Fort Cavazos, nel Texas.

## Organizzazione
Al dicembre 2023 il corpo controlla le seguenti unità:
- III Corps Special Troops Battalion, Fort Cavazos, Texas
- 1st Infantry Division, Fort Riley, Kansas
  - 1st Armored Brigade Combat Team
  - 2nd Armored Brigade Combat Team
  - 1st Infantry Division Combat Aviation Brigade
  - 1st Infantry Division Artillery
  - 1st Infantry Division Sustainment Brigade
- 1st Cavalry Division, Fort Cavazos, Texas
  - 1st Armored Brigade Combat Team
  - 2nd Armored Brigade Combat Team
  - 3rd Armored Brigade Combat Team
  - 1st Cavalry Division Combat Aviation Brigade
  - 1st Cavalry Division Sustainment Brigade
  - 1st Cavalry Division Artillery
  -  6th Battalion, 56th Air Defense Artillery Regiment, Fort Cavazos, Texas - Equipaggiato con 40 Stryker M-Shorad
- 1st Armored Division, Fort Bliss, Texas
  - 1st Armored Brigade Combat Team
  - 2nd Armored Brigade Combat Team
  - 3rd Armored Brigade Combat Team
  - 1st Armored Division Combat Aviation Brigade
  - 1st Armored Division Sustainment Brigade
  - 1st Armored Division Artillery
  -  4th Battalion, 60th Air Defense Artillery Regiment, Fort Sill, Oklahoma - Equipaggiato con 40 Stryker M-Shorad
- 4th Infantry Division, Fort Carson, Colorado
  - 1st Stryker Brigade Combat Team
  - 2nd Stryker Brigade Combat Team
  - 3rd Armored Brigade Combat Team
  - 4th Infantry Division Combat Aviation Brigade
  - 4th Infantry Division Sustainment Brigade
  - 4th Infantry Division Artillery
- 75th Field Artillery Brigade, Fort Sill, Oklahoma
  -  2nd Battalion, 4th Field Artillery Regiment
    -  Headquarters & Headquarters Battery
    -  Battery A (MLRS)
    -  Battery B (MLRS)
    -  Battery C (MLRS)

  -  3rd Battalion, 13th Field Artillery Regiment
    -  Headquarters & Headquarters Battery
    -  Forward Support Company
    -  Battery A (MLRS)
    -  Battery B (MLRS)
    -  Battery C (MLRS)

  -  1st Battalion, 14th Field Artillery Regiment
    -  Headquarters & Headquarters Battery
    -  Forward Support Company
    -  Battery A (HIMARS)
    -  Battery B (HIMARS)
    -  Battery C (HIMARS)

  -  2nd Battalion, 18th Field Artillery Regiment
    -  Headquarters & Headquarters Battery
    -  Forward Support Company
    -  Battery A (MLRS)
    -  Battery B (MLRS)
    -  Battery C (MLRS)

  - 2nd Battalion, 20th Field Artillery Regiment
    -  Headquarters & Headquarters Battery
    -  Forward Support Company
    -  Battery A (MLRS)
    -  Battery B (MLRS)
    -  Battery C (MLRS)

  -  100th Brigade Support Battalion
    -  Headquarters & Headquarters Company
    - 15th Transportation Company (PLS)
    -  258th Signal Network Company
- 36th Engineer Brigade, Fort Cavazos, Texas
  -  4th Engineer Battalion, Fort Carson, Colorado
    -  Headquarters and Headquarters Company
    -  Forward Support Company
    -  41st Engineer Company (Route Clearance) Fort Riley, Kansas
    -  62nd Engineer Company (Sapper)
    -  569th Engineer Company (Mobility Augmentation)
    -  576th Engineer Company (Route Clearance)
    -  615th Engineer Construction Company

  -  5th Engineer Battalion (Combat), Fort Leonard Wood, Missouri
    -  Headquarters and Headquarters Company
    -  Forward Support Company
    -  50th Engineer Company (Multi-Role Bridge)
    -  55th Engineer Company (Mobility Augmentation)
    -  509th Engineer Company (Route Clearance)
    -  515th Engineer Company (Sapper)

  - 20th Engineer Battalion
    -  Headquarters and Headquarters Company
    -  Forward Support Company
    -  59th Engineer Company (Mobility Augmentation)
    -  87th Engineer Company (Sapper)
    -  510th Engineer Company (Route Clearance)
    -  937th Engineer Company (Route Clearance)

  - 62nd Engineer Battalion (Heavy)
    -  Headquarters and Headquarters Company
    -  Forward Support Company
    -  68th Engineer Company (Combat Support Element)
    -  74th Engineer Company (Multi-Role Bridge)
    -  104th Engineer Construction Company
    -  697th Engineer Company (Pipeline)
    - 63rd Engineer Detachment
    - 30th Engineer Detachment
- 3rd Cavalry Regiment Stryker Brigade, Fort Cavazos, Texas
- 504th Expeditionary Military Intelligence Brigade, Fort Cavazos, Texas
- 89th Military Police Brigade, Fort Cavazos, Texas
- 13th Armored Corps Sustainment Command, Fort Cavazos, Texas
  -  1st Medical Brigade, Fort Cavazos, Texas
  - 49th Transportation Battalion
  - 61st Quartermaster Battalion
- 11th Corps Signal Brigade, Fort Cavazos, Texas
  - 57th Expeditionary Signal Battalion (Enhanced), Fort Cavazos, Texas
  - 52nd Expeditionary Signal Battalion (Enhanced), Fort Cavazos, Texas
  - 86th Expeditionary Signal Battalion, Fort Bliss, Texas